# Sidney (Montana)
Sidney ist die östlichste Stadt im US-Bundesstaat Montana (Montana’s Sunrise City). Sie ist Sitz der Countyverwaltung (County Seat) des Richland County und hat etwa 5000 Einwohner.

## Geschichte
Als sich 1870 erste Siedler auf dem Gebiet der heutigen Stadt niederließen und 17 Jahre später 1887 die erste Schule errichteten, sollte auch eine Poststation errichtet werden, doch erst dann, wenn die Stadt einen Namen erhalten hatte. Im Hause des Friedensrichters lebte ein Junge namens Sidney Walters, den dieser sehr in sein Herz geschlossen hatte. Bei der Bearbeitung der Gründungsunterlagen entschied er, dass Sidney auch ein guter Name für die neue Stadt sei. Gründungsjahr der Stadt ist demnach 1888. 1911 wurde die Stadt dann amtlich registriert.
Bis 1914 war Sidney Teil des Dawson County, durch einen Volksentscheid entstand dann das Richland County mit Sidney als Kreisstadt. Der Ort wuchs rasch und bald war eine neue Schule (1916) nötig und 1936 wurde gar eine Highschool fertiggestellt. 1961 begingen die Einwohner eine große 50-Jahr-Feier.
Bis heute kommen am „Sidney-Richland Airport“ Reisende an, die eigentlich in die australische Großstadt Sydney fliegen wollten und sich stattdessen ins falsche Sidney, Montana „verfliegen“.

## Wirtschaft
Anfang der 1980er Jahre gab es einen Ölboom, der die Ausrichtung der Wirtschaft von der Landwirtschaft zur Industrie umwandelte. Neben den in Montana häufig vorkommenden Edelmetallen Gold, Silber und Kupfer gibt es in der Umgebung von Sidney einige Achat-Vorkommen, die auch kommerziell genutzt werden.

## Verkehr
Durch den Ort verläuft in Ost-West-Richtung der Montana Highway 200.

## Söhne und Töchter der Stadt
- Richie Crabtree (* 1934), Jazzpianist
- Chuck Stevenson (1919–1995), Autorennfahrer